# Vocazione degli apostoli Pietro e Andrea (Ghisoni)
La Vocazione degli apostoli Pietro e Andrea è un dipinto olio su tela di Fermo Ghisoni da Caravaggio eseguito nel 1545-1546 ed era collocato nel duomo di Mantova, per essere poi andata dispersa.

## Storia
Il dipinto fu realizzato dal caravaggese Ghisoni nel 1546 su disegno del suo maestro Giulio Romano, come indicato da Giorgio Vasari nel suo libro del 1568 Le vite de' più eccellenti pittori, scultori e architettori. e realizzato per la cappella del Santissimo Sacramento del duomo mantovano. 
Scrisse del cartone preparatorio Giorgio Vasari: «riuscì il più bello che mai avesse fatto il Giulio fu poi messo in opera da Fermo Guisoni, pittore e creato di Giulio, oggi eccellenti maestro».
Nel 1797 la tela fu trafugata durante l'occupazione napoleonica e portata a Parigi per essere esposta al Louvre, purtroppo però andata perduta. La cappella ospita una copia del dipinto opera di Felice Campi, che l'artista ha potuto riprendere fedelmente essendocene una piccola copia di proprietà di Gaetano Susani. Nel 1546 era cardinale Ercole Gonzaga che tanto amava le opere di Romano, a cui aveva fatto rinnovare i decori della cattedrale di Mantova. Si consideri che il 1546 fu anche l'anno della morte del Romano e anno in cui la ricostruzione della chiesa era appena iniziata.

## Descrizione e stile
Il dipinto raffigura uno dei primi momenti pubblici di Gesù subito dopo il battesimo nella acque del Giordano: la scelta come primi discepoli i due fratelli Andrea e Pietro, e li invita a seguirlo. Gesù è raffigurato mentre si allontana frettolosamente dalla riva del lago di Gennezaret, pare che quasi non tocchi la terra, chiedendo ai due personaggi di seguirlo, (Matteo 4:19). Uno dei due è già in movimento verso il Nazareno con un piede sulla terra ferma, mentre il secondo indicata le reti cariche di pesci che dovrebbero abbandonare. La composizione è raffigurata in diagonale per anticipare simbolicamente Cristo come unica via di salvezza. La copia del Campi si suppone che sia poco simile all'originale nei contrasti di colore dei chiaroscuro, mentre probabilmente identica nei panneggi delle vesti. I dipinti laterali conservati nella medesima cappella sempre del Campi hanno infatti una maniera pittorica differente, questo a indicare come l'artista avesse voluto nel dipinto riprendere nel più veritiero possibile l'originale lavoro del Ghisoni.